# Пенелопа (фильм)
«Пенелопа» (англ. Penelope) — фэнтезийная романтическая комедия режиссёра Марка Палански, повествующая о заколдованной аристократке Пенелопе.

## Сюжет
Идея сюжета отчасти опирается на средневековую городскую легенду о свинорылой женщине.
Когда-то давно английский аристократический род Уилхернов был проклят: следующая девочка в семье должна родиться со свиным пятачком вместо носа; снять проклятие сможет лишь равный по происхождению, женившись на ней. Несколько поколений в семье рождались только мальчики.
Уже в наши дни у четы Уилхернов появляется дочь Пенелопа — действительно, со свиным пятачком. Чтобы избежать огласки, родители имитируют смерть дочери и воспитывают её в полной изоляции.
Проходит 18 лет. Пенелопе ищут жениха-аристократа, но претенденты, едва увидев её лицо, бросаются бежать: дворецкий ловит их и заставляет дать подписку о неразглашении тайны. Но однажды очередной жених, Эдвард, успевает убежать и рассказывает об увиденном. Ему не верят и объявляют ненормальным, но его рассказ слышит журналист Лемон, когда-то пытавшийся сфотографировать новорождённую Пенелопу и лишившийся глаза. Он нанимает проигравшегося аристократа-картёжника Макса, чтобы тот под видом жениха встретился с Пенелопой и сделал её фотографию скрытой камерой. При первой встрече Макс не видит лица девушки и разговаривает с ней через полупрозрачное зеркало, отделяющее гостиную от соседней комнаты. За несколько таких «свиданий» они сближаются, но когда Пенелопа открывается и рассказывает Максу о проклятии, тот, хоть и не убегает, жениться отказывается.
Пенелопа, скрыв нос под шарфом, сбегает из дома. Она осваивается в Лондоне, переживает ряд приключений, обзаводится подругой. Чтобы заработать денег, она сама делает своё фото и продаёт его Лемону. Публикация снимка в газетах даёт неожиданный эффект: читатели приходят в восторг от её внешности, Пенелопа становится кумиром, маска с пятачком делается популярным маскарадным костюмом. А Лемон узнаёт, что при знакомстве перепутал Макса с другим человеком. На самом деле того, кого он нанял, зовут Джонни, и он вовсе не промотавшийся аристократ, а сын сантехника. Он отказался жениться на Пенелопе не потому, что не любит её, а потому, что свадьба с ним не снимет проклятия.
Тем временем родители вынуждают Эдварда сделать предложение Пенелопе, а девушку мать уговаривает согласиться, но в последний момент Пенелопа сбегает с венчания. Мать пытается вернуть её, настаивая, что это единственный шанс снять проклятие, но Пенелопа отвечает, что нравится себе такой, какая она есть. После этих слов девушка теряет сознание, а очнувшись через несколько секунд обнаруживает, что пятачок исчез.
Пенелопа съезжает от родителей, поселяется в Лондоне и устраивается на работу воспитателем. Узнав о причинах поведения Макса, она отправляется в клуб, где тот работает и снимает жильё. В клубе проходит вечеринка в честь Хэллоуина, так что девушка надевает маску «имени себя», с пятачком. Макс узнаёт её, признаётся в любви и целует; после этого Пенелопа снимает маску.
На последних кадрах мы видим Макса (Джонни) и Пенелопу, которые где-то на прогулке рассказывают свою историю группе маленьких детей. Когда дети отправляются обедать, и Макс с Пенелопой остаются одни, на речке рядом появляется лодка, в которой сидит Лемон с фотоаппаратом. Он собирается сделать снимок пары, но останавливается и задумчиво смотрит вдаль.

## В ролях
| Актёр           | Роль                         |
| --------------- | ---------------------------- |
| Кристина Риччи  | Пенелопа Уилхерн             |
| Джеймс Макэвой  | Макс Кампион / Джонни Мартин |
| Кэтрин О’Хара   | Джессика Уилхерн             |
| Питер Динклэйдж | Лемон                        |
| Ричард И. Грант | Фрэнклин Уилхерн             |
| Риз Уизерспун   | Энни                         |
| Саймон Вудс     | Эдвард Вандерман-мл.         |
| Расселл Брэнд   | Сэм                          |

## Художественные особенности
Повествование ведётся от лица главной героини Пенелопы.

## Факты
- Россия оказалась первой страной, в которой фильм выпустили в прокат (до этого его демонстрировали на трёх фестивалях). За всё время театрального проката «Пенелопа» заработала в России 850 тыс. долларов.
- В финальной сцене фильма звучит композиция «Hoppipolla» исландской рок-группы Sigur Rós.
- Несмотря на то что действие фильма происходит в Англии, в качестве денежных средств в фильме упоминаются не фунты стерлингов, а доллары США: награда за фотографию Пенелопы объявлена в долларах; изображение долларов США отчётливо видно и когда Макс Кампион / Джонни Мартин, отправляясь играть в карты, выгребает из своего ящика с деньгами доллары, и когда Макс возвращает деньги Лемону в редакции.